# Darryl Hickman
Darryl Gerard Hickman (ur. 28 lipca 1931 w Los Angeles, zm. 22 maja 2024 w Montecito) – amerykański aktor filmowy i telewizyjny, scenarzysta i producent.

## Biografia
Darryl Hickman urodził się w Los Angeles, w dzielnicy Hollywood, w Kalifornii, w rodzinie Miltona i Katherine Hickmanów (matka z domu Ostertag). Jego ojciec był agentem ubezpieczeniowym, a matka gospodynią domową. Pochodził z rodziny o patriotycznych tradycjach – jego dziadek ze strony matki, Louis Henry Ostertag służył na krążowniku USS Olympia i brał udział w bitwie w Zatoce manilskiej podczas wojny amerykańsko-hiszpańskiej, za udział w której został odznaczony Medalem Dewey'a. Za sprawą swojej matki, która pragnęła aby jej syn został znanym aktorem swoje imię otrzymał na cześć Darryla F. Zanucka, znanego ówcześnie producenta filmowego i aktora.
Hickman debiutował epizodyczną rolą w filmie Więzień królewski z 1937 roku. W 1939 roku został "odkryty" przez LeRoy'a Prinza, poszukującego dziecięcych aktorów do filmu Łowca talentów. Udany występ w tym filmie stał się dla niego przepustką do kariery filmowej jako jednego z czołowych aktorów dziecięcych Hollywood lat 30. i 40. Najbardziej znanym filmem z jego udziałem z tego okresu był Grona gniewu z 1940. Na przełomie lat 40. i 50. poświęcił się edukacji – w 1948 ukończył Cathedral High School w Los Angeles. Nigdy jednak nie odebrał żadnego, formalnego wykształcenia aktorskiego. Do aktorstwa powrócił w 1951 roku, chociaż nie występował już z takim natężeniem jak w ubiegłych dekadach. W latach 1954–56 służył w wojsku. W następnych latach, chociaż grywał, głównie w produkcjach telewizyjnych, nie udało mu się odzyskać popularności z okresu lat 30. i 40.
W swojej ponad 60-letniej karierze wystąpił w ponad 150 produkcjach kinowych i telewizyjnych. Nigdy nie otrzymał żadnej liczącej się w świecie filmu i telewizji nagrody.
Rola w nagrodzonym Pulitzerem musicalu How to Succeed in Business Without Really Trying z 1961 wyznaczyła jego krótki epizod aktorski na Broadwayu.
Darryl Hickman to również producent i scenarzysta. W pierwszej połowie lat 60. był autorem scenariuszy do kilku odcinków serialu The Loretta Young Show emitowanego przez NBC. W latach 70. był współproducentem opery mydlanej Love of Life. W 2007 roku opublikował książkę o sztuce gry aktorskiej pt. The Unconscious Actor: Out of Control, in Full Command, opartą na własnych doświadczeniach zawodowych.

## Życie osobiste
Hickman był dwukrotnie żonaty. W 1959 roku poślubił Pamelę Lincoln, aktorkę, którą poznał na planie filmu The Tingler (1959). Małżeństwo to zakończyło się rozwodem w 1982 roku. Ze związku tego miał dwóch synów. Jego drugą żoną była Lynda Farmer.

## Filmografia (wybór)
- (1937) Więzień królewski – epizod

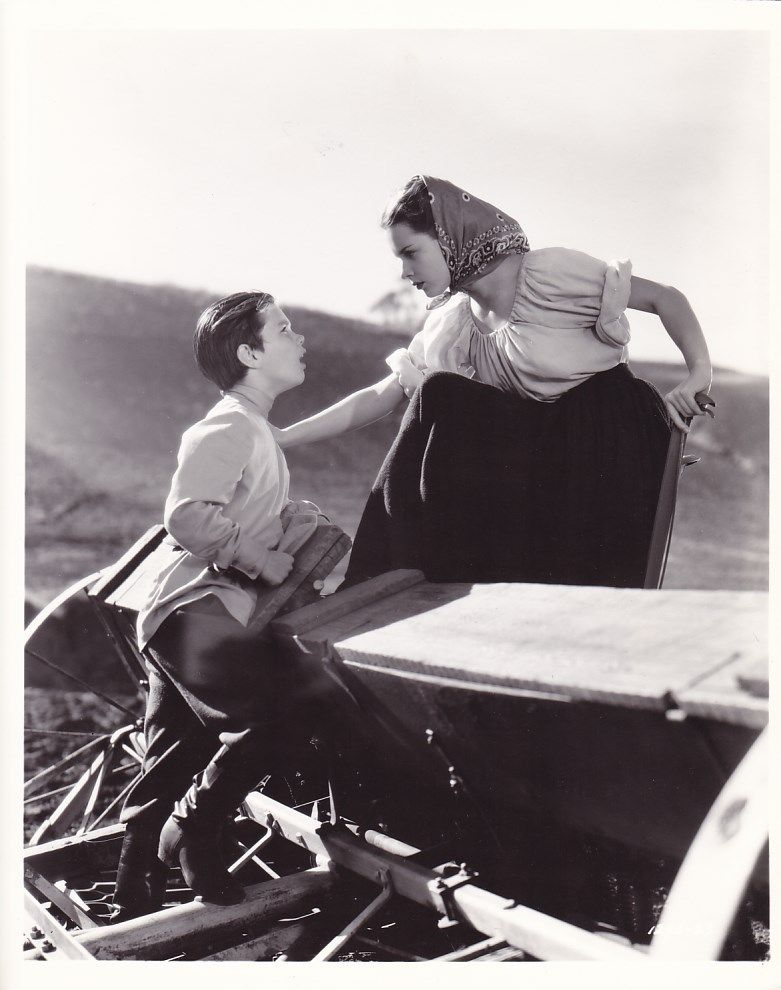
Z Susan Peters w filmie Pieśń o Rosji (1944)

- (1938) Żebrak w purpurze – Ludwik XI
- (1939) Łowca talentów – "Boots"
- (1940) Grona gniewu – Winfield Joad
- (1942) Keeper of the Flame – Jeb Rickards
- (1943) Komedia ludzka – Lionel
- (1944) Spotkamy się w St. Louis – Johnny Tevis
- (1944) Pieśń o Rosji – Piotr Bułganow
- (1945) Zostaw ją niebiosom – Danny Harland
- (1945) Dżokejska miłość – Sneezer
- (1945) Kapitan Eddie – Eddie Rickenbacker jako chłopiec
- (1945) Błekitna rapsodia – młody Ira Gershwin
- (1946) Dziwna miłość Marthy Ivers – młody Sam Masterson
- (1947) Niebezpieczne lata – Leo Emerson
- (1949) Any Number Can Play – Paul Enley Kyng
- (1949) Zmowa – Shanley
- (1949) Tajemniczy Nick Beal – Larry Price
- (1950) Beztroskie lata – George "Tough" McCarty
- (1951) Do dwóch razy sztuka – String
- (1956) Herbata i sympatia – Al
- (1957) Alfred Hitchcock przedstawia – Jackie Blake
- (1959) Strzały w Dodge City – Andy Hill/Danny
- (1959-62) Nietykalni – Danny Madikoff/Phil Morrisey
- (1959-63) Disneyland – Ashley Carstairs/por. Sullivan
- (1961-62) Rawhide – Andy Miller/por. Mathew Perry
- (1961) The Americans – Ben Canfield
- (1963) Johnny Shiloh – por. Jeremiah Sullivan
- (1965) Doktor Kildare – Harlan Thomas
- (1976) Sieć – Bill Herron
- (1981) Wzór piękności – dr Belfield
- (1981) Sprawa Sharky’ego – detektyw Smiley
- (1991) Sprawdzian miłości – dr Hayes
- (1996) Słoneczny patrol – Kendal "Wolf" Larsen
- (1997-99) Pomoc domowa – doktor/pan Binder/wielebny

i in.